# Liste der Bodendenkmale in der Samtgemeinde Bodenwerder-Polle
In der Liste der Bodendenkmale in der Samtgemeinde Bodenwerder-Polle sind die Bodendenkmale der niedersächsischen Samtgemeinde Bodenwerder-Polle aufgeführt. Die Quelle ist der Denkmalatlas Niedersachsen. 

Samtgemeinde Bodenwerder-Polle im Landkreis Holzminden

Der Stand der Liste ist der 30. Januar 2025.

## Allgemein
In den Spalten finden sich folgende Informationen des Bodendenkmales:
| Lage         | geographische Koordinaten                                                           |
| Bezeichnung  | Bezeichnung lt. Denkmalatlas                                                        |
| Beschreibung | Beschreibung lt. Denkmalatlas                                                       |
| ID           | Objekt-ID                                                                           |
| Bild         | Bild, ggf. zusätzlich mit Link zu weiteren Fotos im Medienarchiv Wikimedia Commons. |

## Bodenwerder
| Lage                        | Bezeichnung                   | Beschreibung | ID       | Bild |
| --------------------------- | ----------------------------- | --- | -------- | ---- |
| 51° 58′ 36″ N, 9° 30′ 54″ O | Bodenwerder 12, Kreuzstein    | 1,04 × 0,78 × 0,25 m große Kreuzstein aus rotem Sandstein, der ursprünglich aus der Gemarkung Linse stammt. Er besitzt einen spitzen Giebel, der auf der Vorderseite bis zu den Querarmen des Kreuzes heruntergezogen ist. Auf verieftem Grund steht ein 12 cm breites lateinisches Kreuz, dessen Querarme und dessen Schaft nahtlos in die ebenfalls erhabene Umrandung übergehen. Da der Giebel beschädigt ist und Schlagspuren aufweist, ist nur zu vermuten, dass er auf der Vorderseite ebenfalls eine Umrandung aufwies. Auf der Rückseite sitzt erhaben auf einer vertieften Scheibe von 72 cm Dm. ein punktsymmetrisch gegliedertes Balkenkreuz. | 28967922 | BW   |
| 51° 58′ 36″ N, 9° 30′ 55″ O | Bodenwerder 13, Scheibenkreuz | Scheibenkreuzstein, dessen ursprünglicher Standort unbekannt ist. Scheibenkreuz-Grabstein aus Sandstein, Höhe 1,36 m; Breite 0,7 m; Dicke 0,12 m. Dreiteiliger Aufbau mit querrechteckigem Sockel, trapezförmigem Mittelteil und einer Scheibe mit Darstellung der Kreuzigung Christi als oberem Abschluss. Im Mittelteil kniet wahrscheinlich der Verstorbene auf einer Bodenwelle, über ihm ein Miserere - Schriftband. | 28967930 |      |
| 51° 58′ 36″ N, 9° 30′ 55″ O | Bodenwerder 14, Grabstein     | 1,20 m hoher Grabstein aus Sandstein in Form einer rechteckigen Platte mit segmentbogigem Abschluss. Höhe 1,2 m, Breite 0,67 m. Bis 1963 in der Zwischenwand unterhalb der Bälgekammer in der Nikolaikirche. In dem von einem Schriftband umgebenen Plattenfeld eine Darstellung von Christus am Kreuz, links vor ihm kniet der Verstorbene. Über dem Knieenden ist ein Miserere - Schriftband vorhanden. Es ist das Epitaph des Dietrich von Holle, der 1429 ermordet wurde. | 28967931 |      |

## Brevörde
| Lage                        | Bezeichnung            | Beschreibung | ID       | Bild |
| --------------------------- | ---------------------- | --- | -------- | ---- |
| 51° 54′ 36″ N, 9° 22′ 54″ O | Brevörde 1, Grabhügel  | Durchmesser ca. 15 m und Höhe ca. 1 m. in der Mitte Eingrabung von 3 m Durchmesser und 0,5 m Tiefe sichtbar, die von einer Teilausgrabung 1925/26 stammt. | 28967932 | BW   |
| 51° 54′ 31″ N, 9° 23′ 46″ O | Brevörde 7, Grabhügel  | Durchmesser ca. 12 m und Höhe ca. 0,9 m. In der Kuppe flache Eingrabung.                                                                                  | 28967928 | BW   |
| 51° 54′ 43″ N, 9° 23′ 46″ O | Brevörde 34, Grabhügel | Durchmesser ca. 10 m und Höhe ca. 0,5 m. Steinhügel, annähernd rund.                                                                                      | 28903059 | BW   |

## Hehlen
| Lage                        | Bezeichnung         | Beschreibung                                                                       | ID       | Bild |
| --------------------------- | ------------------- | ---------------------------------------------------------------------------------- | -------- | ---- |
| 51° 58′ 15″ N, 9° 26′ 31″ O | Hehlen 3, Grabhügel | Durchmesser ca. 7 m und Höhe ca. 0,6 m. Randbereiche abgesetzt. Faustgroße Steine. | 28967944 | BW   |
| 51° 58′ 16″ N, 9° 26′ 36″ O | Hehlen 4, Grabhügel | Durchmesser ca. 6 m und Höhe ca. 0,5 m. Rand abgesetzt. Faustgroße Steine.         | 28967945 | BW   |

## Heinsen
| Lage                        | Bezeichnung           | Beschreibung                                                                             | ID       | Bild |
| --------------------------- | --------------------- | ---------------------------------------------------------------------------------------- | -------- | ---- |
| 51° 51′ 38″ N, 9° 24′ 22″ O | Heinsen 6, Grabhügel  | Durchmesser ca. 15 m und Höhe ca. 0,6 m.                                                 | 28968046 | BW   |
| 51° 51′ 32″ N, 9° 24′ 26″ O | Heinsen 7, Grabhügel  | Durchmesser ca. 15 m und Höhe ca. 0,7 m. Zentrale Eingrabung von 4 × 4 m; T. 0,5 m.      | 28968047 | BW   |
| 51° 51′ 27″ N, 9° 24′ 26″ O | Heinsen 8, Grabhügel  | Durchmesser ca. 15 m und Höhe ca. 0,6 m. Eingrabung von 3 × 3 m; T, 0,3 m.               | 28968050 | BW   |
| 51° 51′ 27″ N, 9° 24′ 27″ O | Heinsen 9, Grabhügel  | Durchmesser ca. 10 m und Höhe ca. 0,3 m.                                                 | 28968051 | BW   |
| 51° 52′ 14″ N, 9° 22′ 47″ O | Heinsen 17, Grabhügel | Durchmesser ca. 10 m und Höhe ca. 0,4 m. Annähernd rund.                                 | 28968044 | BW   |
| 51° 51′ 32″ N, 9° 24′ 41″ O | Heinsen 22, Grabhügel | Durchmesser ca. 10 m und Höhe ca. 0,3 m. Gleichmäßig flach gewölbt.                      | 28968052 | BW   |
| 51° 52′ 7″ N, 9° 27′ 1″ O   | Heinsen 53, Grabhügel | Durchmesser ca. 12 m und Höhe ca. 0,6 m. Kopfgroße plattige Kalksteine.                  | 28968187 | BW   |
| 51° 52′ 10″ N, 9° 26′ 45″ O | Heinsen 54, Grabhügel | Durchmesser ca. 10 m und Höhe ca. 0,7 m. Kopfgroße Kalksteine.                           | 28968188 | BW   |
| 51° 51′ 58″ N, 9° 26′ 40″ O | Heinsen 55, Grabhügel | Durchmesser ca. 12 m und Höhe ca. 0,8 m. Am O-Rand Einkuhlung, bis kopfgroße Kalksteine. | 28968189 | BW   |
| 51° 52′ 17″ N, 9° 26′ 48″ O | Heinsen 83, Grabhügel | Durchmesser ca. 7 m und Höhe ca. 0,4 m. Annähernd runder Steinhügel.                     | 36144761 | BW   |
| 51° 52′ 23″ N, 9° 26′ 40″ O | Heinsen 84, Grabhügel | Durchmesser ca. 8 m und Höhe ca. 0,4 m. Annähernd runder Steinhügel.                     | 36144797 | BW   |

### Heinsen 2
- ID:28967946
- Grabhügelfeld.

| Lage                        | Bezeichnung | Beschreibung                                                                         | ID       | Bild |
| --------------------------- | ----------- | ------------------------------------------------------------------------------------ | -------- | ---- |
| 51° 51′ 57″ N, 9° 22′ 17″ O | Heinsen 2   | Durchmesser ca. 8 m und Höhe ca. 0,7 m. Am Rand zwei leichte Störungen.              | 28967947 | BW   |
| 51° 51′ 56″ N, 9° 22′ 22″ O | Heinsen 3   | Durchmesser ca. 8 m und Höhe ca. 0,9 m. Hochgewölbt mit zentralen Kopfstich.         | 28968042 | BW   |
| 51° 51′ 56″ N, 9° 22′ 21″ O | Heinsen 4   | Durchmesser ca. 6 m und Höhe ca. 0,4 m. Unregelmäßige Form.                          | 28968043 | BW   |
| 51° 51′ 56″ N, 9° 22′ 20″ O | Heinsen 5   | Durchmesser ca. 12 m und Höhe ca. 0,5 m. Im Zentrum durch flache Eingrabung gestört. | 28968045 | BW   |

### Heinsen 24
- ID:28968053
- Das größte zusammenhängende Grabhügelfeld des Landkreise. Gruppe von 27 Grabhügeln, deren Durchmesser 4 – 18 m beträgt, die Höhe 20 – 80 cm. Die meisten Hügel weisen Zerstörungen durch Raubgrabungen auf.

| Lage                        | Bezeichnung | Beschreibung | ID       | Bild |
| --------------------------- | ----------- | --- | -------- | ---- |
| 51° 51′ 42″ N, 9° 26′ 23″ O | Heinsen 24  | Durchmesser ca. 10 m und Höhe ca. 0,5 m. Ungestört. | 28968048 | BW   |
| 51° 51′ 40″ N, 9° 26′ 26″ O | Heinsen 27  | Durchmesser ca. 10 m und Höhe ca. 0,6 m. Ungestörter Steinhügel. | 28968054 | BW   |
| 51° 51′ 34″ N, 9° 26′ 27″ O | Heinsen 28  | Durchmesser ca. 15 m und Höhe ca. 0,8 m. Flach gewölbt. | 28968057 | BW   |
| 51° 51′ 37″ N, 9° 26′ 36″ O | Heinsen 29  | Durchmesser ca. 13 m und Höhe ca. 0,7 m. | 28968059 | BW   |
| 51° 51′ 30″ N, 9° 26′ 22″ O | Heinsen 30  | Durchmesser ca. 7 m und Höhe ca. 0,5 m. Am westl. Rand ein Kopfstich mit Dm. ca. 3 m und T. ca. 0,2 m. | 28968062 | BW   |
| 51° 51′ 37″ N, 9° 26′ 20″ O | Heinsen 31  | Durchmesser ca. 10 m und Höhe ca. 0,2 m. Alter Kopfstich Dm. ca. 3 m und T. ca. 0,2 m. | 28968061 | BW   |
| 51° 51′ 43″ N, 9° 26′ 26″ O | Heinsen 32  | Durchmesser ca. 14 m und Höhe ca. 0,6 m. Alter Kopfstich Dm. ca. 4 m, T. ca. 0,2 m. | 28968063 | BW   |
| 51° 51′ 46″ N, 9° 26′ 24″ O | Heinsen 33  | Durchmesser ca. 9 m und Höhe ca. 0,5 m. Alter, zentralen Kopfstich, Dm. ca. 3 m, T. ca. 0,2 m. | 28968064 | BW   |
| 51° 51′ 45″ N, 9° 26′ 28″ O | Heinsen 34  | Durchmesser ca. 6 m und Höhe ca. 0,3 m. Nördl. und südöstl. je ein Steinhaufen. Der südöstl. ist ca. 2,5 m lang und 1,0 m breit. Es könnte sich bei den beiden periphären Steinsetzungen um Bestattungen handeln. Allerdings nicht ohne weitere Untersuchungen zu klären. | 28968066 | BW   |
| 51° 51′ 44″ N, 9° 26′ 29″ O | Heinsen 35  | Durchmesser ca. 8 m und Höhe ca. 0,4 m. Grenzt an Waldweg. | 28968056 | BW   |
| 51° 51′ 46″ N, 9° 26′ 29″ O | Heinsen 37  | Durchmesser ca. 12 m und Höhe ca. 0,6 m. Von mehreren Suchgräben zerwühlt. | 28968065 | BW   |
| 51° 51′ 45″ N, 9° 26′ 33″ O | Heinsen 38  | Durchmesser ca. 12 m und Höhe ca. 0,7 m. Kuppe abgeflacht. | 28968067 | BW   |
| 51° 51′ 46″ N, 9° 26′ 30″ O | Heinsen 39  | Durchmesser ca. 6 m und Höhe ca. 0,4 m. Steinhügel. | 28968068 | BW   |
| 51° 51′ 47″ N, 9° 26′ 30″ O | Heinsen 40  | Durchmesser ca. 7 m und Höhe ca. 0,4 m. Steinhügel. | 28968069 | BW   |
| 51° 51′ 48″ N, 9° 26′ 28″ O | Heinsen 41  | Durchmesser ca. 4 m und Höhe ca. 0,2 m. Steinhügel. | 28968070 | BW   |
| 51° 51′ 47″ N, 9° 26′ 32″ O | Heinsen 42  | Durchmesser ca. 10 m und Höhe ca. 0,7 m. Steinhügel. Kuppe stark abgeflacht. | 28968071 | BW   |
| 51° 51′ 48″ N, 9° 26′ 42″ O | Heinsen 43  | Durchmesser ca. 14 m und Höhe ca. 0,6 m. Steinhügel. In der Mitte ein alter Kopfstich mit ca. 4 m Dm. und ca. 0,25 m T. | 28968072 | BW   |
| 51° 51′ 48″ N, 9° 26′ 44″ O | Heinsen 44  | Durchmesser ca. 10 m und Höhe ca. 0,4 m. Steinhügel mit stark abgeflachter Kuppe. | 28968168 | BW   |
| 51° 51′ 51″ N, 9° 26′ 46″ O | Heinsen 45  | Durchmesser ca. 10 m und Höhe ca. 0,4 m. Steinhügel. Südl. und westl. zwei längliche Steinhaufen, bei denen es sich möglicherweise um Bestattungen handelt. Allerdings ohne weitere Untersuchungen nicht zu klären.                                                       | 28968169 | BW   |
| 51° 51′ 52″ N, 9° 26′ 41″ O | Heinsen 46  | Durchmesser ca. 13 m und Höhe ca. 0,6 m. Steinhügel. In der Mitte ein alter Kopfstich mit ca. 4 m Dm. und 0,2 m T. | 28968170 | BW   |
| 51° 51′ 52″ N, 9° 26′ 43″ O | Heinsen 47  | Durchmesser ca. 6 m und Höhe ca. 0,4 m. Steinhügel. Rand gestört. | 28968171 | BW   |
| 51° 51′ 42″ N, 9° 26′ 12″ O | Heinsen 48  | Durchmesser ca. 17 m und Höhe ca. 0,7 m. Alter Kopfstich, Dm. 3 m, T. ca. 0,3 m. | 28968172 | BW   |
| 51° 51′ 43″ N, 9° 26′ 13″ O | Heinsen 49  | Durchmesser ca. 18 m und Höhe ca. 0,6 m. Flach gewölbt. | 28968174 | BW   |
| 51° 51′ 39″ N, 9° 26′ 16″ O | Heinsen 50  | Durchmesser ca. 12 m und Höhe ca. 0,7 m. Alter Kopfstich Dm. ca. 3 m und T. ca. 0,2 m. | 28968185 | BW   |
| 51° 51′ 44″ N, 9° 26′ 31″ O | Heinsen 51  | Durchmesser ca. 127 m und Höhe ca. 0,5 m. Steinhügel. | 28968184 | BW   |
| 51° 51′ 42″ N, 9° 26′ 44″ O | Heinsen 52  | Durchmesser ca. 11 m und Höhe ca. 0,5 m. | 28968186 | BW   |

## Heyen
| Lage                        | Bezeichnung           | Beschreibung | ID       | Bild           |
| --------------------------- | --------------------- | --- | -------- | -------------- |
| 51° 59′ 46″ N, 9° 30′ 46″ O | Heyen 1, Heiligenberg | Ringwall, annähernd rund. Dm. ca. 120 m. Im N Hanggraben mit teilweise vorgelagerter Berme und Innenwall. Im W Innenwall aus anstehendem Sandstein. Sohlbr. des Walles ca. 5 m, H. bis 1,5 m, im O sehr gut erhalten, H. von Wallkrone bis Grabensohle ca. 4 m. Grabenbr. ca. 1,5 m, erhaltene T. bis 0,7 m. Im S parallel zur Hangkante langgestreckte Störung durch alten Steinbruch. Im Wall mehrere neuere Manöverschanzlöcher. Von Forstweg in ca. NW-SO-Richtung durchschnitten. Es sind keine historischen Quellen bekannt, die sich auf diese Burg beziehen ließen. Auffallend ist die Sichtbeziehung zum Kloster Kemnade und dem dortigen Weserübergang. | 28968190 | BW             |
| 51° 59′ 44″ N, 9° 31′ 9″ O  | Heyen 2, Lauenburg    | In Spornlage auf einem Ausläufer des Hohen Knapp, durch ein Tal getrennt von dem Ringwall auf dem Heiligen Berg. Ovales Areal von ca. 50 m Länge und 30 m Breite. Befestigung besteht aus einer ovalen, vermörtelten Kalksteinmauer von ca. 1,5 m Breite, die im Norden noch sichtbar ist. Am Ende des 19. Jhs. hatte sie an der Ostseite noch 2 m Höhe erreicht. Zudem war erkennbar, dass sie im Westen in „opus spicatum“ (Fischgrätmauerwerk) ausgeführt war und eine doppelte, sockelartige Verbreiterung aufwies. Vom höheren Teil des Berges ist die Burgfläche durch einen Halsgraben abgetrennt, der heute noch 2 – 3 m breit und 0,4 m tief ist.        | 28968192 | Weitere Bilder |
| 51° 59′ 49″ N, 9° 30′ 38″ O | Heyen 3, Kirche       | Grundmauern einer kleinen Kirche mit runder Apsis, L. ca. 15 m; Br. ca. 6,5 m. Grabungen 1893 und 1985 erbrachten vielfältige Funde. Erste urkundliche Erwähnung 1506, wohl schon seit dem 13./14. Jh. existent. Nach Entsäkularisierung profane Nutzung. Hinweisschild vorhanden. | 28968191 |                |
| 51° 59′ 42″ N, 9° 30′ 59″ O | Heyen 5, Hohlweg      | Hohlwegsystem, das bergabwärts auf die Weser zuläuft und in eine ehemalige Furt mündet. Auf ca. 400 m Länge ist ein Hohlwegbündel mit 2 – 3 Spuren von ca. 1 m T. (im N bis zu 4 m T.) gut erhalten. Im nach NW und SW angrenzenden Gelände sind obertägig keine Reste der Wegespuren erkennbar. | 38320194 | BW             |

## Kirchbrak
| Lage                        | Bezeichnung            | Beschreibung | ID       | Bild |
| --------------------------- | ---------------------- | --- | -------- | ---- |
| 51° 56′ 23″ N, 9° 34′ 47″ O | Kirchbrak 6, Glashütte | Auf einer Fläche von ca. 50 × 50 m wurden Überreste einer Glashütte aus mehreren Hügeln und Ofenanlagen, H. bis 1,0 m, festgestellt. Die Hügel sind umgeben von kleineren planierten Flächen. Im gesamten Areal finden sich Verhüttungsreste. | 28903058 | BW   |

### Heinrichshagen
| Lage                        | Bezeichnung                 | Beschreibung | ID       | Bild |
| --------------------------- | --------------------------- | --- | -------- | ---- |
| 51° 55′ 57″ N, 9° 33′ 59″ O | Heinrichshagen 2, Glashütte | Reste der Anlage sind in Form von 3 Erdhügeln mit je ca. 6 m Durchmesser und bis max. 0,8 m Höhe im Waldgelände erhalten. An der Oberfläche liegen Schlackenreste. | 28968292 | BW   |
| 51° 56′ 11″ N, 9° 33′ 28″ O | Heinrichshagen 3, Glashütte | Glashüttenstelle mit kleiner Erhebung (Dm. 4 m; H. 0,2 m). An nach SO geneigten Hang zum Bach mit Scherben und Schlackenresten im Umfeld.                          | 28968293 | BW   |

## Ottenstein
| Lage                        | Bezeichnung             | Beschreibung | ID       | Bild |
| --------------------------- | ----------------------- | --- | -------- | ---- |
| 51° 56′ 22″ N, 9° 26′ 59″ O | Ottenstein 1, Grabhügel | Durchmesser ca. 25 m und Höhe ca. 0,9 m. Rundlich. Im S-Bereich Einkuhlung, S-Rand durch Forstweg leicht angeschnitten. | 28968306 | BW   |
| 51° 56′ 25″ N, 9° 26′ 59″ O | Ottenstein 2, Grabhügel | Durchmesser ca. 20 m und Höhe ca. 0,6 m. Rundlich.                                                                      | 28968307 | BW   |
| 51° 56′ 22″ N, 9° 27′ 5″ O  | Ottenstein 4, Grabhügel | Durchmesser ca. 15 m und Höhe ca. 0,4 m. Rundlich.                                                                      | 28968308 | BW   |

## Polle
| Lage                        | Bezeichnung        | Beschreibung                                                              | ID       | Bild |
| --------------------------- | ------------------ | ------------------------------------------------------------------------- | -------- | ---- |
| 51° 53′ 13″ N, 9° 21′ 14″ O | Polle 5, Grabhügel | Durchmesser ca. 10 m und Höhe ca. 0,6 m. Steinhügel aus Kalksteinbrocken. | 28968311 | BW   |

## Vahlbruch

### Meiborssen
| Lage                        | Bezeichnung             | Beschreibung | ID       | Bild |
| --------------------------- | ----------------------- | --- | -------- | ---- |
| 51° 54′ 5″ N, 9° 20′ 57″ O  | Meiborssen 2, Grabhügel | Durchmesser ca. 13 m und Höhe ca. 1 m. Bei Teilausgrabung 1927 konnte eine Steinsetzung um die Hügelmitte erfasst werden. | 28968315 | BW   |
| 51° 54′ 14″ N, 9° 20′ 56″ O | Meiborssen 4, Grabhügel | Durchmesser ca. 12 m und Höhe ca. 0,6 m. Abgeflachte Kuppe, schwach abgesetzter Rand.                                     | 28968316 | BW   |